# Sonso
El sonso, també conegut com a barrinaire, trencavits, enfú (Menorca), espetolí (Mallorca), sageta o moix (a les Pitiüses) (Gymnammodytes cicerelus), és una espècie de peix de l'ordre dels perciformes. És l'únic representant de la família dels ammodítids al mar Mediterrani.

## Morfologia
- Mida petita amb el cos molt prim, allargat, cilíndric i lleugerament comprimit.
- Té un cap punxegut amb una taca blava i l'opercle de color groc.
- El dors és de color verd fosc amb bandes longitudinals argentades als costats.
- El ventre és argentat. Els mascles poden assolir 17 cm de longitud total.
- Només té escames a la part posterior del cos.
- La línia lateral es troba molt a prop de l'aleta dorsal i té ramificacions.
- La boca és protràctil.
- La mandíbula inferior és prominent i no té dents.
- L'aleta dorsal és llarga i ondulada, sense radis durs.
- Les pectorals són petites.
- Manca d'aletes pèlviques.
- L'anal és curta i ondulada.
- La caudal és escotada.[3][4]

## Distribució geogràfica
Es troba a l'Atlàntic oriental i a la mar Mediterrània, incloent-hi la mar Adriàtica, la mar Egea, la mar Negra, Portugal, Senegal, el sud del Marroc, Mauritània i Angola.

## Reproducció
Els sonsos s'atansen a la costa durant l'hivern i la primavera per desovar. Els ous són adherits a la sorra. La larva és planctònica.

## Hàbitat i costums
És una espècie gregària i bentònica de fons sorrencs, en els quals s'enterra. Formen bancs a zones costaneres i s'alimenten de zooplàncton.

## Gastronomia

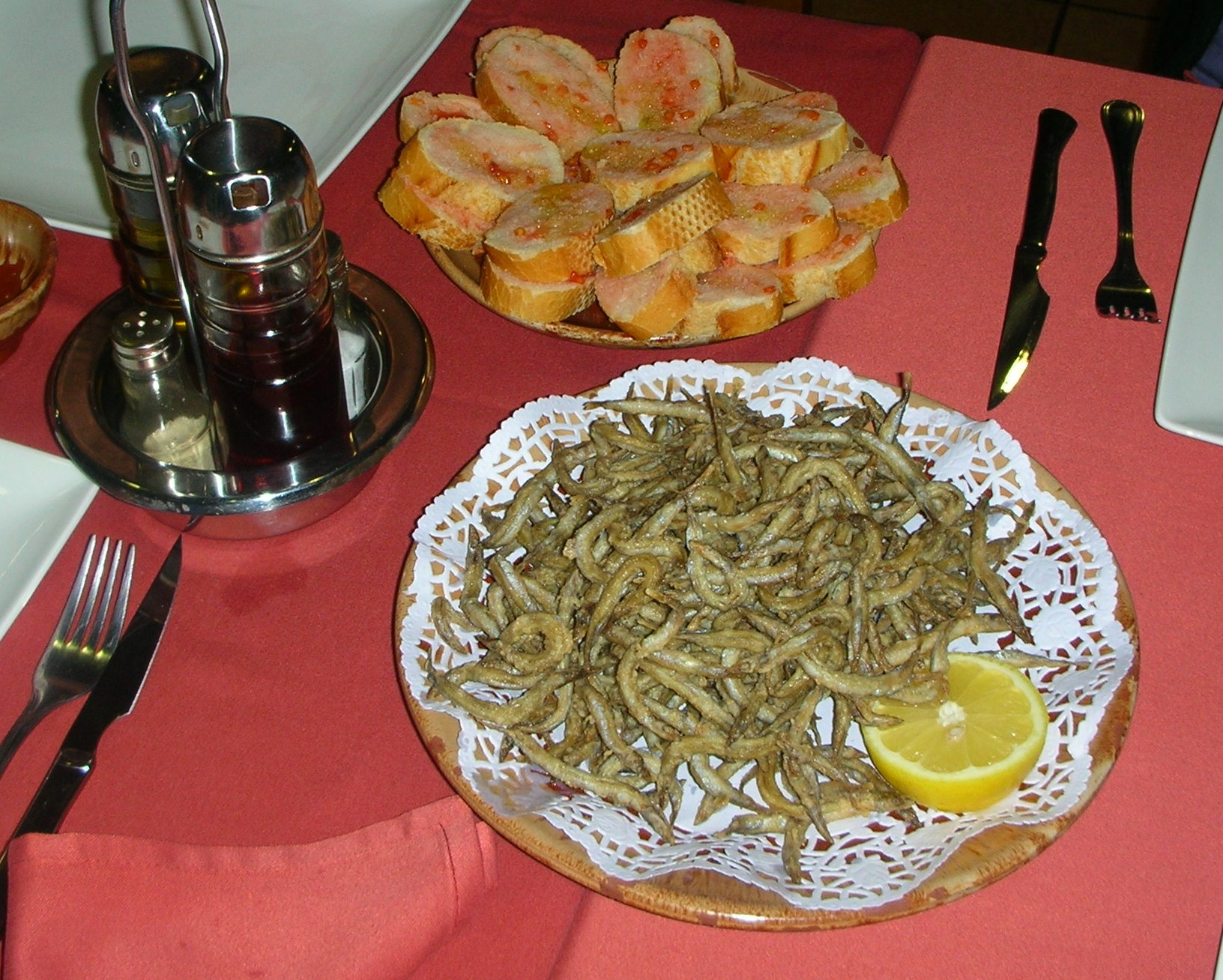
Sonsos fregits amb pa amb tomàquet

Es captura amb un arc anomenat sonsera o sonsotera i es troba als mercats de la costa catalana sobretot durant l'estiu, tot i que a les illes Balears és un peix de poc interès comercial i es pesca juntament amb el jonquillo o xanguet. És molt apreciat en fritura tant a les costes provençals com a les catalanes (igual que el joell -Atherina boyeri- i el xanguet -Aphia minuta)-). Normalment, els sonsos s'empolsen lleugerament amb farina abans de fregir-los.